# کلیسای وایکه-ماریا

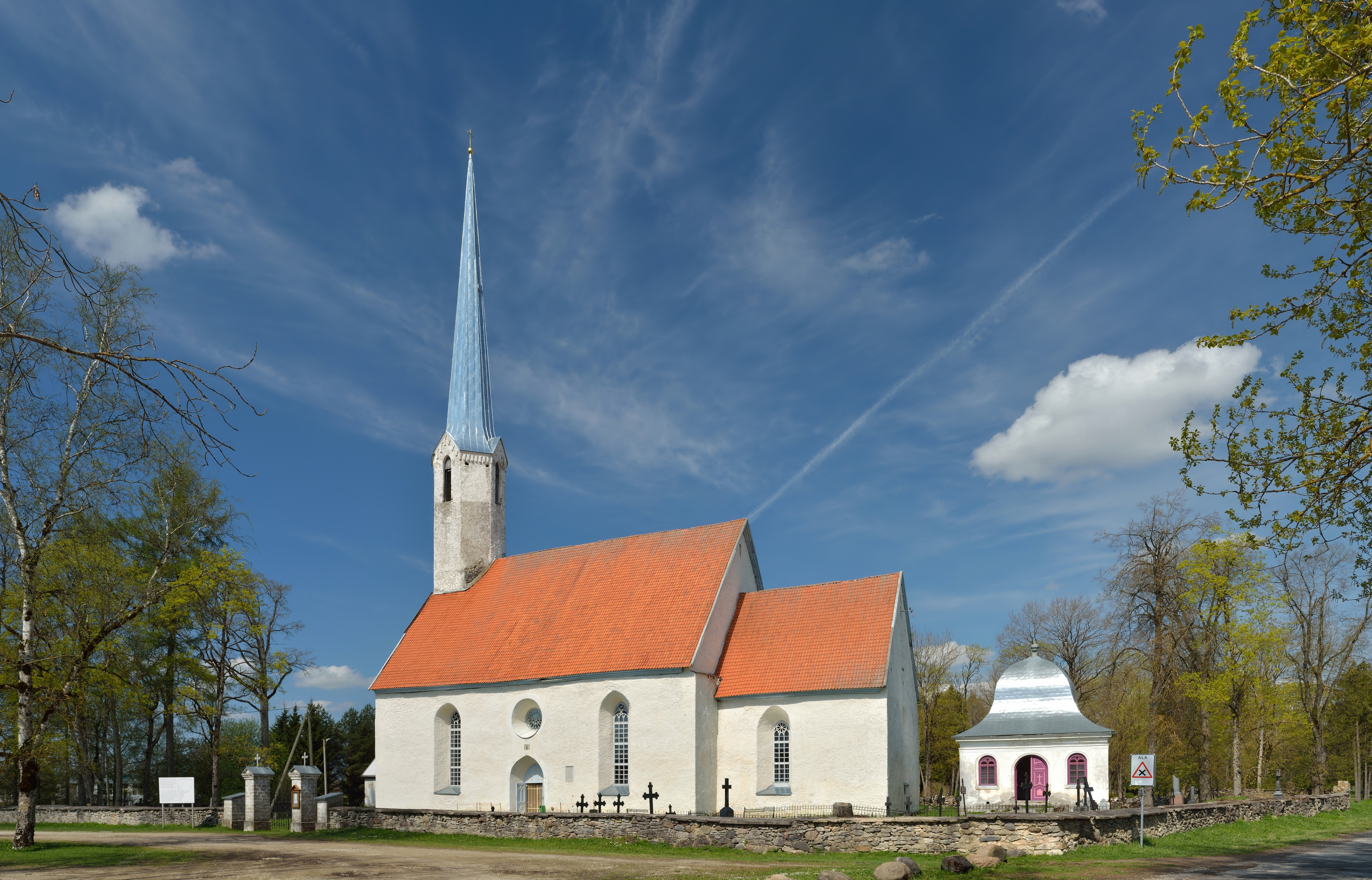
کلیسای وایکه-ماریا

کلیسای وایک ماریا (استونیایی: Väike-Maarja kirik) در وایکه-ماریا، استونی قرار دارد. این ساختمان متعلق به سده ۱۴ میلادی است. معماری کلیسای وایکه-ماریا سبک گوتیک است. در اصل این بنا یک کلیسا-قلعه (en:Fortress church) بوده‌است. داخل کلیسا چندین مقبره وجود دارد. کلیسای وایک مارجا دارای ۲ مزغل است.